# 三国史節要
『三国史節要』は、朝鮮前期に文臣・学者である徐居正・盧思慎らが檀君朝鮮から三国滅亡までの歴史を叙述して1476年（成宗7年）に編纂した編年体の歴史書だが、総15巻中、三国史記の要点を年代順に撰した14巻が、質・量ともに最も重要である。奎章閣図書として所蔵されている。

## 概説
朝鮮の世祖の時に着手したものを、成宗が継承して、盧思慎・徐居正・李坡・金季昌・崔淑精らが完成した。成宗の時、乙亥字の鋳字で印刷された。この本は、総15巻であるが、三国以前の上古史は「外紀」として巻数に含めず、総14巻として目次を作成した。実際には15巻で編纂されているものの、序文や表文でも14巻とされている。

## 成立経緯
儒教的名分論に抵触する変則的な方法で政権を執った世祖は、自身の名分が弱いことを認識しており、王権を強化する立場から、『三国史記』を基本とし古記類を以て補完する歴史書の編纂を求めた。この時、世祖は我が国の歴史本は遺漏が多く、体系が定まらなかったので、三国史と高麗史を一つの編年に合して編纂するけれども、様々な本から資料を補完せよと命じた。そこで、1458年（世祖4年）9月、世祖は文臣たちに三国史と高麗史を合わせて『東国通鑑』を編纂することを命じ、1463年に具体的に東国通鑑庁を設置して、梁誠之を主管として数々の儒生を率いて編纂させ、申叔舟・権擥がこれを監修し、李坡がその出納を受け持つように命じた。世祖の『東国通鑑』に対する関心は甚だしかったが、1466年以後、これに関する記録が全く現れない。したがって、『東国通鑑』の編纂は、世祖代には完了させられなかった。これは、元老大臣と儒教的名分に徹した儒臣の反発などで作業がままならないまま世祖が死んで作業が中断したためであるともいう。
しかし、睿宗が即位すると『東国通鑑』編纂に参与したことがあった崔淑精は、経筵で『東国通鑑』編纂を完結するべきことを建議した。睿宗はこれを受け入れて編纂を完遂するように措置したが、睿宗がすぐに死んだことを以て、編纂作業は再び中断された。
1474年（成宗5年）に申叔舟の建議で作業するが、このとき、申叔舟は、世祖の時から『東国通鑑』の編纂に参与したことがあった李坡をしてこれを完成させるべく主導させた。この時は古代史を中心に叙述された。そして、1476年12月、三国時代までを扱った史書が完成し、『三国史節要』という名称で奉られた。進箋は盧思慎、序文は徐居正が叙述した。

## 内容と特徴
この本を奉る表文は、盧思慎・徐居正・李坡の名で作られて冒頭に載せられており、序文は徐居正が書いた。
叙述体裁は編年体である。世祖の時、編纂が試みられた『東国通鑑』は、「長編」として作られた。「長編」は年代順に全ての資料を集めておいたもので、司馬光が『資治通鑑』を編纂するとき、草稿として作ったのが最初のものである。
一方、本の名が「節要」という点に着眼して、「長編」の内容を縮約したものと見る見解もある。しかし、元の資料が不足した韓国古代史では、「長編」がほとんど大部分そのまま載せられたはずである。
朝鮮初期、権近が直叙主義を掲げて儒教的名分論に立脚して著述した『三国史略』は、三国時代の即位年称元法が、礼でないとして、踰年称元法に直して叙述したことに比して、『三国史節要』は三国当時に称したそのままに即位年称元法を採択して叙述し、統一以後には折衷して元年記事を前王の末年記事に記した。また、『東国史略』で排せられた国王と国王関連用語を排せず、そのまま記録した。
なおかつ、権近が新羅中心に叙述した従来の新羅中心の歴史叙述方式を改め、年代表示において、新羅と高句麗が併存し始めた新羅始祖19年より、文武王9年（669年）の統一までは、中国・新羅・高句麗・百済の年紀を小さい文字で2行に書いて、その前後は新羅王の年紀を大きい文字で前に書き、中国年紀は註として付けて、三国に正統無しとし、三国の歴史を各々独立対等になるように扱った。そして、669年（文武王9年）に三国が統一された後、新羅が唐の進駐統治軍を放逐し、名実ともに統一を完遂した676年（文武王16年）以後より新羅を正統として扱い、渤海史は除外させた。これは朝鮮時代に成り立った三国史叙述の定型になり、朝鮮時代の三国史叙述において慣例になっている。
叙述内容は、『三国史記』を基本として、『三国遺事』・『殊異伝』・『東国李相国集』・『世宗実録』「地理志」・『高麗史』「地理志」等を通じて補完し、それらから国家政治と関連する記録を全て包括している。特に、『三国史記』の本紀を中心に叙述したが、三国相互間の戦争記事は一つの編年によって叙述することで記事の重複を避けて、三国間記事の錯誤を矛盾がないように合理的に処理した。
説話・神話・伝説・民談などは無論、天災地変・宗教行事・風俗・狩り・交聘・方言・築城・戦乱など国家の興亡と民の安寧に関係する事件を詳細に収録したが、『三国史記』の志や列伝の内容として冗漫なものは主に処理した。『三国遺事』紀異条に載せられた神話や伝説などもかなり載せている。ただし、檀君朝鮮についての神話は引用していないが、その理由は明らかでない。

## 意義と評価
『三国史節要』は、檀君朝鮮より三国時代末まで朝鮮の歴史を編年体で叙述して民族史の体系を定めた歴史書であって、世宗と世祖の時の歴史学の学風に従って客観的に叙述して朝鮮時代の三国史叙述の基本枠になったという点と、『三国史記』に利用されない資料を補完した点などが重要な意味を持つ。特に、『殊異伝』は今日伝わらないために、これに引用された資料は貴重な価値を備える。のみならず、現伝する『三国史記』の古版本中、完帙を備えたものとして、最も古いものは1512年（中宗7年）慶州で木版で刷ったものであるが、この版本には多くの誤字がある。ところが、『三国史節要』で引用した資料は、高麗時代、でなければ朝鮮太祖初年に刷った版本を大本に利用したものであるので、『三国史記』の誤字を正すのに大変貴重な手引きになっている。なおかつ、引き続いて編纂され、1485年に刊行された『東国通鑑』編纂において、古代史の大本として利用された意義が特に注目に値する。
また、この本の史学史的価値は、性理学的名分論に対する執着が『三国史略』より薄らぎ、中国と韓国との古代文化を幅広く受容しており、新羅中心の三国史観を克服し、古記類の使用で既存の正史から漏らされた部分を補完することができたという点である。1482年に刊行されて全州史庫に保管され、そのあと筆写されて伝えられ、1973年に亜細亜文化社から影印した。
ただし、全体的に『三国史記』に関連したものを主としており、檀君神話に言及せず、仏教記事を省略したのは限界として指摘される。史論は『三国史記』と『三国史略』のものを利用したものの、大部分は性理学的名分論に立脚して古代文化を批判したものであった。